# Жамбыл (Акжаикский район)
Жамбы́л (каз. Жамбыл) — село в Акжаикском районе Западно-Казахстанской области Казахстана. Административный центр Жамбылского сельского округа. Код КАТО — 273255100.

## Население
В 1999 году население села составляло 675 человек (338 мужчин и 337 женщин). По данным переписи 2009 года, в селе проживали 304 человека (151 мужчина и 153 женщины).